# Copa de los Ferrocarriles de Rusia

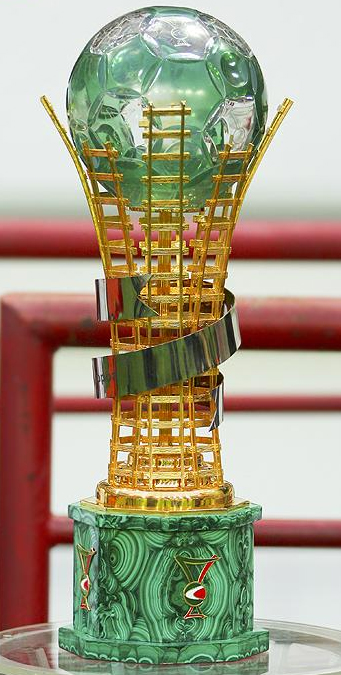
Copa de los Ferrocarriles de Rusia.

Copa Ferrocarriles de Rusia (en ruso: Кубок РЖД) fue un evento anual del fútbol de pretemporada, que se celebraba en el Estadio Lokomotiv (Moscú) y estaba organizado por el Lokomotiv Moscú.
La primera edición del torneo tuvo lugar en 2007. El club neerlandés PSV Eindhoven ganó el título tras derrotar al Real Madrid 2-1 en la final. El PSV Eindhoven derrotó al AC Milan 4-3 en los lanzamiento de penaltis tras un empate sin goles, en la primera semifinal, mientras que el Real Madrid logró remontar dos goles recibidos en la primera parte para vencer a los anfitriones del Lokomotiv Moscú 5-2. En el partido por el tercer y cuarto puesto, el AC Milan anotó dos goles en los últimos diez minutos para empatar con el Lokomotiv Moscú 3-3. El equipo italiano se hizo con el tercer puesto tras derrotar al equipo ruso por 5-4 en los penaltis.
La edición de 2008 fue ganada por el Sevilla FC, que superó por 3 goles a 0 al equipo organizador en la final. El tercer puesto fue para el Chelsea FC tras ganar al AC Milan por 5-0.

## Ediciones de la Copa de los Ferrocarriles de Rusia
| Año  | Final         | Final     | Final           | Tercer y cuarto puesto | Tercer y cuarto puesto | Tercer y cuarto puesto |
| Año  | Ganador       | Resultado | Segundo         | Tercero                | Resultado              | Cuarto                 |
| ---- | ------------- | --------- | --------------- | ---------------------- | ---------------------- | ---------------------- |
| 2007 | PSV Eindhoven | 2:1       | Real Madrid     | Milan                  | 3:3 (TE) (5:4) (p)     | Lokomotiv Moscú        |
| 2008 | Sevilla       | 3:0       | Lokomotiv Moscú | Chelsea                | 5:0                    | Milan                  |

- Abreviaturas:
  - TE — Tras el tiempo extra: 90' + 30' 
  - p — Tanda de penaltis